# Ferrari SF-23
A Ferrari SF-23 (kódnevén Project 675) egy Formula–1-es versenyautó, amelyet a Scuderia Ferrari tervezett és gyártott a 2023-as Formula–1 világbajnokságra. Pilótái Charles Leclerc és Carlos Sainz Jr. voltak, sorozatban harmadik éve.
A csapat teljesítménye az idény során hullámzó volt: a világbajnoki címre a mindenkit verő Red Bull miatt esélyük sem volt, ugyanakkor Carlos Sainz volt az egyetlen pilóta, aki a Red Bull versenyzőin kívül nagydíjfutamot tudott nyerni az évben, megszakítva Max Verstappen győzelmi sorozat-rekordját.

## Áttekintés
.Az előző évhez képest kisebb változtatásokat eszközöltek csak, főként a szabályok módosítása miatt. Habár az új csapatfőnök Frederic Vasseur lett, a fejlesztést még Mattia Binotto idejében fejezték be. Jelentősebb különbségnek az áttervezett oldaldobozok mondhatóak, amelyekkel a Ferrari feladta saját, egyedi elképzelését, és más csapatokhoz hasonlóan a Red Bull megoldását másolták le.
A festés maradt az előző évi mélyvörös-fekete, Sainz autójának a tetején a bukókeret sárga színű lett a jobb megkülönböztethetőség érdekében. Az olasz nagydíjon az autók és a pilóták overallja is kapott egy sárga csíkot, diszkrétebben, mint 2022-ben.

## A szezon
A 2023-as évben a bajnokság abszolút favoritja a Red Bull volt, és valósággal tönkre is verték a mezőnyt. A Ferrari legfeljebb a második helyért harcolhatott, de ez sem ment könnyen, ugyanis a Mercedes mellett új kihívót kaptak az Aston Martin személyében. A sorozatos taktikai melléfogások és a riválisok gyorsasága miatt a nyári szünetig a Ferrari mindössze három dobogós helyet és két pole pozíciót szerzett Leclerc révén, és a konstruktőri negyedik helyen álltak. Ennek oka a Ferrari működésének kiszámíthatatlansága volt, a gumikopás, illetve a sokszor kanyarról kanyarra változó vezethetőség. Mindazonáltal az azeri sprintfutamon Leclerc második lett, az osztrákon Sainz pedig harmadik.
A nyári szünetet követően formajavulás állt be. Az olasz nagydíjon Sainz ért fel a dobogó harmadik fokára (miután pole-ból indult), épp a saját csapattársával vívott ádáz küzdelem után. Szingapúrban, kihasználva a Red Bullok váratlan gyengélkedését is, Sainz ismét pole pozíciót szerzett, majd a futamon remek gumikezeléssel, három pilótát is maga mögött tartva az utolsó körökben, győzelmet aratott. Ez volt az év tizenötödik versenye, mégis az első, amelyiken nem Red Bull-pilóta győzedelmeskedett, ráadásul Verstappen tíz versenyen keresztül tartó győzelmi sorozata is megszakadt.
Amerikában Leclerc a sprintfutamon dobogós lett és pole pozíciót ért el, de ezt nem tudta győzelemre váltani, mert Lando Norris már az elején lerajtolta őt. Végül a harmadik helyen futott be, de szabálytalan padlólemez-kopás miatt őt és a második helyen célbaérő Lewis Hamiltont is diszkvalifikálták. Ennek köszönhetően Sainz lett a harmadik helyezett. Leclerc még két pole pozíciót szerzett, de egyiket sem tudta győzelemre váltani, a sao paulói futamon ráadásul már a felvezető körben kiesett, technikai hiba miatt. A Ferrari hatalmas küzdelemben volt a Mercedes csapatáért a konstruktőri második helyért, de végül elvesztették.

## Eredmények
| Év   | Csapat           | Motor          | Gumik | Pilóták | Futamok | Futamok | Futamok | Futamok | Futamok | Futamok | Futamok | Futamok | Futamok | Futamok | Futamok | Futamok | Futamok | Futamok | Futamok | Futamok | Futamok | Futamok | Futamok | Futamok | Futamok | Futamok | Pontok | Helyezés |
| Év   | Csapat           | Motor          | Gumik | Pilóták | BHR     | SAU     | AUS     | AZE     | MIA     | MON     | ESP     | CAN     | AUT     | GBR     | HUN     | BEL     | NED     | ITA     | SIN     | JPN     | QAT     | USA     | MXC     | SAP     | LVG     | ABU     | Pontok | Helyezés |
| ---- | ---------------- | -------------- | ----- | ------- | ------- | ------- | ------- | ------- | ------- | ------- | ------- | ------- | ------- | ------- | ------- | ------- | ------- | ------- | ------- | ------- | ------- | ------- | ------- | ------- | ------- | ------- | ------ | -------- |
| 2023 | Scuderia Ferrari | Ferrari 066/10 | P     | Leclerc | KI      | 7       | KI      | 3       | 7       | 6       | 11      | 4       | 2       | 9       | 7       | 3       | KI      | 4       | 4       | 4       | 5       | DSQ 3   | 3       | NI 5    | 2       | 2       | 406    | 3.       |
| 2023 | Scuderia Ferrari | Ferrari 066/10 | P     | Sainz   | 4       | 6       | 12      | 5       | 5       | 8       | 5       | 5       | 6       | 10      | 8       | KI      | 5       | 3       | 1       | 6       | NI 6    | 3 6     | 4       | 6 8     | 6       | 18 †    | 406    | 3.       |

† – Nem fejezte be a futamot, de rangsorolták, mert teljesítette a verseny 90 százalékát.
Leclerc az azeri sprintfutamon 7, az amerikain 6, a belgán és a sao paulóin 4 pontot szerzett.
Sainz az azeri sprintfutamon 4, az osztrákon 6, a belgán 5, a katarin és az amerikain 3, a sao paulóin 1 pontot szerzett.
Félkövérrel jelölve a pole pozíció, dőlt betűvel a leggyorsabb kör.

## Forráshivatkozások
1. ↑  Ferrari reveal name of new F1 car ahead of Valentine's Day launch | Formula 1® (angol nyelven). www.formula1.com. (Hozzáférés: 2023. szeptember 18.)
2. ↑  „Kristálytiszta, mit rontottunk el” – teljesen új autót épít 2024-re a Ferrari (magyar nyelven). M4 Sport, 2023. augusztus 26. (Hozzáférés: 2023. szeptember 18.)